# Morpho cisseistricta
Morpho cisseistricta är en fjärilsart som beskrevs av Le Moult och Real 1962. Morpho cisseistricta ingår i släktet Morpho och familjen praktfjärilar. Inga underarter finns listade i Catalogue of Life.